# 超鋼女セーラ
『超鋼女セーラ』（ちょうこうじょセーラ、Steel Maiden Sarah: Diamond Princess）は、寺田とものりによる日本のライトノベル。イラストはEinが担当。MF文庫J（ホビージャパン）より2006年11月から2011年4月まで刊行された。同作者のテーブルトークRPG「番長学園!!RPG」と同じ世界観で描かれている。題名は「小公女セーラ」のもじり。

## ストーリー
昭和70年・春。東北地方全域の工業特区指定により大半の高校が工学科のみに改組された宮城県において、数少ない普通科併設校である私立謳夏高校に入学したばかりの瀬戸茸味は、チンピラに言い寄られていた御浜千美絵を助けようとして逆に追い詰められてしまうが、そこへ通りかかった美少女が返り討ちにして救ってくれた。
そして、新入生歓迎会の祝辞で先日の美少女──生徒会長・来栖セーラは茸味に告白し、2人は誰もが羨む相思相愛の仲となる。
しかし、セーラの正体は近接格闘戦用アンドロイド・超鋼女（スティールメイデン）だったのである。

## 登場人物
瀬戸 茸味（せと たけみ）
私立謳夏高校に入学したばかりの1年生。
入学式の１週間ほど前、危機に陥っていたところをセーラに救われる。そのセーラに入学式で告白され、恋人になる。
セーラを心配して、当初はロボット格闘大会である超鋼機武闘会（スティールアーツ）に彼女と共同参戦することに抵抗を感じていた。
来栖 セーラ（くるす - ）
謳夏高校3年生・生徒会長。
茸味を救った際に一目惚れし、新入生歓迎会で多くの生徒が見守る中、告白して相思相愛の仲になる。
その正体は近接格闘戦用超鋼女『ダイヤモンド・プリンセス』。だが戦いの場を離れれば、至って普通の少女。
父親代わりの来栖ラルフに茸味との交際を許して貰うため、スティールアーツに参戦する。
元々は「番長学園!!大吟醸」に登場するキャラクター（初版では東北地方の女子高に通う2年生となっており、後にエラッタとして小説に合わせた修正が出ている）。
御浜 千美絵（みはま・ちみえ）
茸味の中学からの同級生。美少女だが、大人しく目立たない。
茸味が好きであり、焼きもちからセーラを酷く言ったこともある。
セーラと同じ場に立ち、茸味に告白するためにスティールアーツ予選に出場する。
泉秋院 ラヴィニア（せんしゅういん - ）
私立泉秋女子工業高校に所属する令嬢。通称ラヴィ。
表向きは泉秋院利通の孫娘だが、正体はセーラの姉妹機にあたるSARAシリーズの遠距離射撃＆早期制圧用超鋼女『ファーストレディ』。
高飛車でプライドが高く、なにかとセーラに突っかかっている。
春日井 絢乃（かすがい・あやの）
貧乏な教会の一人娘。クリスチャンとは思えぬ、さばけた口調と卓越した洞察力の持ち主。
千美絵とは1歳違いの幼馴染みで年下ながら、なにかと彼女の相談にのっている。
ベッキー
春日井家に居候中のシスター風ロボ娘。おっとりとした性格。
セーラやラヴィニアと同じく、正体はSARAシリーズの情報制圧＆防衛戦用超鋼女『アーメンガード』。
賞金目当てで絢乃とパートナーを組み、スティールアーツ優勝を目指す。
サァラ
セーラを襲う謎の超鋼女。セーラをシリアルナンバーのSARA0000と呼ぶ。
当初は感情のない戦闘マシーンといった雰囲気だったが、茸味達との出会いで徐々に女の子らしさが生まれていく。
来栖 ラルフ（くるす - ）
セーラたち超鋼女（スティールメイデン）『バーネットシリーズ』開発チームの元次席責任者。
開発のスポンサー企業の方針変更と主任開発者の死去により、開発チームが解体されたときにセーラたちを引き取る。
最初は開発主任の研究を引き継ぎたいという研究者の欲からセーラの父親役を務める事にしたが、長く一緒に暮らすうちに立派な親バカになっていた。
服装や身なりに頓着しないが、無精髭の下にはダンディな容姿が隠れている。42歳。
泉秋院 利通（せんしゅういん・としみち）
お嬢様学校で名高い私立泉秋女子工業高校の理事長。泉秋院グループ会長でもある。
来栖ラルフを介してラヴィニアを引き取り、後見人になる。

## 既刊一覧
- 寺田とものり（著） / Ein（イラスト） 『超鋼女セーラ』 ホビージャパン〈HJ文庫〉、全13巻
  1. 2006年11月1日初版発行、ISBN 4-89425-478-6
  2. 「ロボ娘はボクの夢を見る」2007年3月1日初版発行、ISBN 978-4-89425-519-7
  3. 「センパイとボクの黄金週間 [前編]」2007年6月30日初版発行、ISBN 978-4-89425-575-3
  4. 「センパイとボクの黄金週間 [後編]」2007年11月1日初版発行、ISBN 978-4-89425-622-4
  5. 「彼女と僕と五つの約束」2008年5月31日初版発行、ISBN 978-4-89425-717-7
  6. 「ソラの恋人、あの娘のトクベツ」2008年9月1日初版発行、ISBN 978-4-89425-760-3
  7. 「フタリの青春、お嬢のユウウツ」2009年1月1日初版発行、ISBN 978-4-89425-804-4
  8. 「サイカイの湖、淑女のヒメゴト」2009年5月1日初版発行、ISBN 978-4-89425-869-3
  9. 「ハジマリの戦嬢、若草のセンジョウ」2009年9月1日初版発行、ISBN 978-4-89425-931-7
  10. 「ユメミル絡繰り、恋するタタカイ」2010年1月1日初版発行、ISBN 978-4-89425-985-0
  11. 「白の楽章・恋するオトメの帰る場所」2010年5月1日初版発行、ISBN 978-4-7986-0040-6
  12. 「菫色の楽章・天なるは魔弾の射手」2010年9月1日初版発行、ISBN 978-4-7986-0114-4
  13. 「黄金の楽章・超鋼女セーラ」2011年4月1日初版発行、ISBN 978-4-7986-0192-2
- 寺田とものり（著） / Ein（イラスト） 『超鋼女セーラ外伝 超鋼聖女ベッキー 第一章 オデ娘による福音書』 ホビージャパン〈HJ文庫〉、2008年3月1日初版発行、ISBN 978-4-89425-673-6